# Arrivedorci
Arrivedorci è il settimo album dal vivo del gruppo musicale italiano Elio e le Storie Tese, pubblicato il 9 febbraio 2018.

## Descrizione

### Contenuti
Il disco (un doppio CD) contiene il brano omonimo con cui il gruppo ha partecipato al Festival di Sanremo 2018, un altro inedito dal titolo Il circo discutibile, e la registrazione dei successi della band tratta dal loro "Concerto d'addio", tenutosi al Mediolanum Forum di Assago il 19 dicembre 2017. Il disco è stato anche pubblicato come cofanetto contenente 4 vinili a 33 giri contenenti i brani dal vivo ed un vinile a 45 giri contenente sul lato A Arrivedorci e sul lato B Il circo discutibile.. Tranne i due inediti in studio, i brani sono interamente registrati dal vivo, senza sovrincisioni o correzioni in studio. Le uniche parti preregistrate sono gli interventi vocali del coro bulgaro Le Mystère des Voix Bulgares in Pipppero®, tratte dal singolo originale e l'assolo di sax di Feiez in T.V.U.M.D.B. tratto dal brano originale contenuto nell'album Eat the Phikis.

### Titolo
Il titolo del disco prende spunto da una celebre frase dei film di Stanlio e Ollio, per indicare il futuro scioglimento del gruppo annunciato nella puntata de Le Iene del 17 ottobre 2017 e svoltosi nell'ultimo concerto a Barolo nel Collisioni Festival del 29 giugno dell'anno successivo. 
In particolare, nel videoclip del singolo Arrivedorci, viene raccontata l'intera storia del gruppo, e verso la fine vengono mostrate le immagini dei concerti del gruppo, la scritta Arrivedorci e una foto dei componenti.

## Tracce

### CD 1
1. Arrivedorci (feat. Neri per Caso) – 4:07 (testo: Elio, Rocco Tanica, Faso, Cesareo, Christian Meyer – musica: Rocco Tanica, Elio, Cesareo, Faso)
2. Il circo discutibile – 4:51 (Rocco Tanica)
3. Servi della gleba – 6:00 (testo: Elio, Faso, Meyer – musica: Rocco Tanica, Faso, Elio, Cesareo)
4. Burattino senza fichi – 5:18 (testo: Elio – musica: Elio, Cesareo, Rocco Tanica)
5. La vendetta del fantasma formaggino – 8:40 (testo: Elio, Faso – musica: Faso, Elio, Rocco Tanica)
6. Cateto – 5:29 (testo: Elio, Rocco Tanica – musica: Rocco Tanica, Elio)
7. La follia della donna – 2:58 (testo: Elio – musica: Rocco Tanica, Elio)
8. Fossi figo – 4:43 (testo: Elio – musica: Cesareo, Faso, Rocco Tanica)
9. Essere donna oggi – 7:06 (testo: Elio – musica: Rocco Tanica, Elio, Cesareo)
10. Pipppero® – 2:58 (testo: Elio – musica: Elio, Rocco Tanica)
11. La visione – 3:01 (testo: Elio – musica: Faso, Rocco Tanica, Elio)
12. Vacanza alternativa – 2:17 (Faso, Elio, Cesareo)
13. Urna – 1:42 (testo: Elio – musica: Elio, Rocco Tanica)
14. Discomusic – 4:28 (testo: Elio – musica: Faso, Rocco Tanica)
15. Born to Be Abramo – 4:32 (testo: Elio, Rocco Tanica – musica: Rocco Tanica, Elio)
16. TVUMDB – 5:08 (testo: Elio – musica: Rocco Tanica, Elio, Feiez)
17. Il vitello dai piedi di balsa – 4:01 (testo: Elio – musica: Rocco Tanica, Elio)

### CD 2
1. Luigi il pugilista – 5:56 (Rocco Tanica)
2. Piattaforma (feat. Cristina D'Avena) – 4:11 (testo: Elio, Rocco Tanica – musica: Rocco Tanica)
3. Il vitello dai piedi di balsa (Reprise) – 2:14 (testo: Elio – musica: Rocco Tanica, Elio)
4. El Pube (feat. Stefano Bollani) – 7:51 (testo: Elio – musica: Rocco Tanica, Faso, Elio)
5. Uomini col borsello – 7:26 (testo: Elio – musica: Cesareo, Rocco Tanica)
6. Gargaroz – 5:14 (testo: Elio, Faso – musica: Faso, Elio, Rocco Tanica, Cesareo)
7. Parco Sempione – 4:57 (testo: Elio, Faso – musica: Faso, Elio, Meyer, Cesareo, Rocco Tanica)
8. La canzone mononota – 5:42 (testo: Elio, Rocco Tanica – musica: Rocco Tanica, Elio, Cesareo, Faso)
9. La terra dei cachi – 5:02 (testo: Elio, Rocco Tanica – musica: Rocco Tanica, Elio, Cesareo, Faso)
10. Supergiovane – 8:08 (testo: Elio, Faso, Mangoni – musica: Rocco Tanica, Elio)
11. Carro – 4:55 (testo: Elio, Rocco Tanica – musica: Rocco Tanica, Cesareo, Faso, Elio)
12. Nubi di ieri sul nostro domani odierno (Abitudinario) – 4:49 (testo: Elio – musica: Rocco Tanica, Elio, Faso, Cesareo)
13. Tapparella – 7:20 (testo: Elio – musica: Cesareo, Rocco Tanica)

## Formazione
- Elio - voce, flauto traverso
- Cesareo - chitarra, cori
- Faso - basso, cori
- Christian Meyer - batteria
- Jantoman - tastiere, cori

Altri musicisti
- Vittorio Cosma - tastiera, cori
- Alessandro "Pacho" Rossi - percussioni
- Diego Maggi - tastiera addizionale
- Paola Folli - cori